# Heinrich Lang (Architekt)

Heinrich Lang, Porträt von Franz Würbel, ca. 1880

Heinrich Lang (* 20. Dezember 1824 in Neckargemünd; † 4. September 1893 in Karlsruhe) war ein deutscher Architekt, der vor allem als Hochschullehrer an der Technischen Hochschule Karlsruhe wirkte. Er galt als Spezialist für Schul- und Institutsbauten.

## Leben
Nach dem Besuch der Höheren Bürgerschule in Heidelberg studierte Lang 1842 bis 1849 am Polytechnikum Karlsruhe bei Heinrich Hübsch und Friedrich Eisenlohr. Für die Aufnahme in den Staatsdienst holte er während des Studiums das Abitur nach und legte 1850 das Staatsexamen ab. Anschließend arbeitete er bis 1852 als Assistent.
1852 erhielt Lang zunächst eine Anstellung als Hilfslehrer und wurde 1855 zum Professor am Polytechnikum Karlsruhe (seit 1865 Technische Hochschule Karlsruhe) berufen. Er wurde 1868 zum Baurat und 1878 zum Oberbaurat ernannt. Für die Studienjahre 1870/1871 und 1878/1879 amtierte er als Direktor der Hochschule, von 1880 bis zu seinem Tod fungierte er als Vorstand der „Bauschule“ (Architekturabteilung) der Hochschule. Lang war außerdem von 1868 bis 1893 außerordentliches Mitglied der Großherzoglich Badischen Baudirektion unter Josef Durm. 1880 wurde er zum außerordentlichen Mitglied der Preußischen Akademie des Bauwesens in Berlin berufen. 1893 übernahm Lang ein drittes Mal das Amt des Hochschuldirektors, starb aber bald nach Amtsübernahme.
Heinrich Lang war auch kommunalpolitisch aktiv, zeitweise war er Stadtverordneter in Karlsruhe.

## Bauten

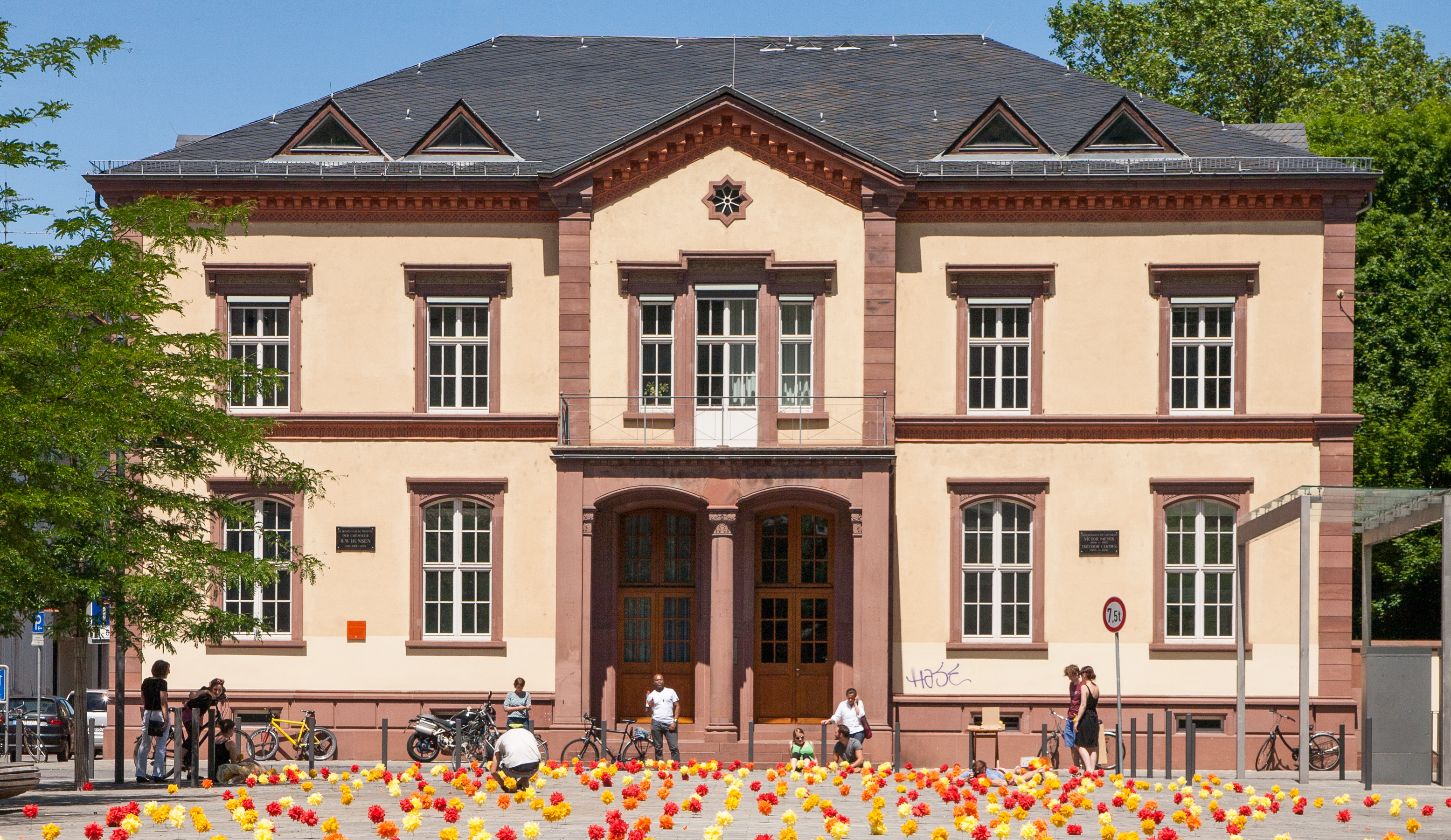
Ehemaliges Chemisches Laboratorium der Universität Heidelberg

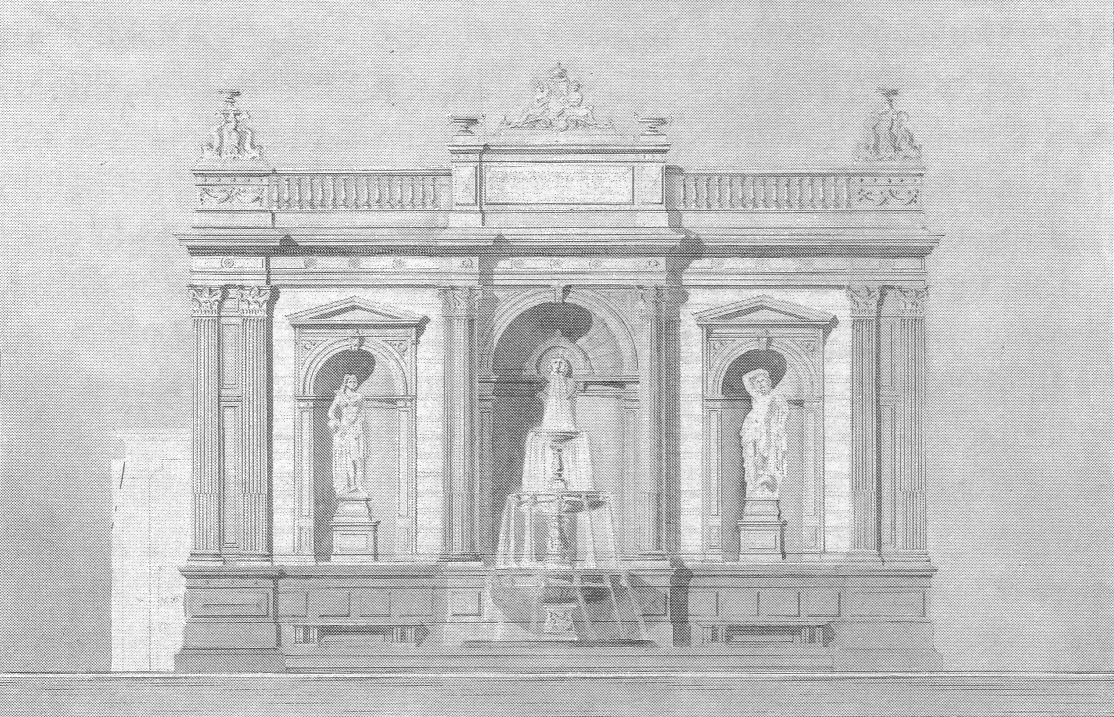
Langs Entwurf für den Malschbrunnens

- 1855: Chemisches Laboratorium der Ruprecht-Karls-Universität Heidelberg
- 1859: Institutsbauten für Mathematik und Maschinenbau des Polytechnikums Karlsruhe
- 1868–1869: Lehrerseminar I (Pädagogische Hochschule) in Karlsruhe
- um 1870: Fichte-Gymnasium Karlsruhe (Höhere Mädchenschule)
- 1872–1875: Malsch-Brunnen in Karlsruhe (gemeinsam mit Otto Warth und Bildhauer Karl Friedrich Moest[1], ausgezeichnet mit einer goldenen Medaille auf der Münchener Kunstausstellung 1876, 1963 abgetragen)
- 1873: Kant-Gymnasium Karlsruhe (Höhere Bürgerschule)
- 1876–1877: Hotel Germania in Karlsruhe, Karl-Friedrich-Straße, Ettlinger Tor (zusammen mit Joseph von Schmaedel, 1944 zerstört)[2]
- 1877–1879: Villa Friedreich in Heidelberg, Sophienstraße 12
- 1884: Bankhaus Homburger in Karlsruhe, Schlossplatz 10 (1979 abgetragen)